# Jeleaugh Rosa
Jeleaugh Rosa (* 18. Juli 2004 in Arnheim) ist eine niederländische Fußballspielerin. International spielt sie seit 2022 für Curaçao.

## Karriere

### Vereine
Rosa begann in ihrem Geburtsort bei der Voetbalvereniging Eldenia mit dem Fußballspielen und rückte im weiteren Verlauf in die Jugendabteilung von Sparta Rotterdam auf, der sie bis ins Jahr 2023 angehörte.
Zur Saison 2023/24 wurde sie vom Bundesligisten MSV Duisburg, der sie nach einer intensiven Scouting-Phase mit bleibenden Eindruck, verpflichtet und mit einem bis zum 30. Juni 2025 datierten Vertrag gebunden hat. Ihr Pflichtspieldebüt erfolgte zum Saisonauftakt am 16. September 2023 bei der 0:9-Niederlage im Auswärtsspiel gegen die TSG 1899 Hoffenheim mit Einwechslung für Kara Bathmann in der 76. Minute. Infolge des Abstiegs des MSV und des Rückzugs aus dem Profifußball im Sommer 2024 wurden die Verträge der Spielerinnen aufgelöst. Zur Saison 2024/25 schloss sie sich dem portugiesischen Erstligisten S.F. Damaiense an.

### Nationalmannschaft
Rosa debütierte als Nationalspielerin für die U20-Nationalmannschaft von Curaçao, die am 5. März 2022 das Achtelfinalspiel im Turnier um die CONCACAF U20-Meisterschaft mit 0:9 gegen die U20-Nationalmannschaft Mexikos verlor.
Zuvor kam sie auch für die A-Nationalmannschaft in den ersten beiden Quali-Spielen der Gruppe B für die CONCACAF W Championship 2022 am 19. Februar 2022 in Willemstad bei der 0:6-Niederlage gegen die Nationalmannschaft Guatemalas und am 22. Februar 2022 in Santo Domingo bei der 1:5-Niederlage gegen die Nationalmannschaft von St. Kitts und Nevis zum Einsatz.
Für das anstehende Turnier um den CONCACAF W Gold Cup 2024 wurde sie für zwei weitere Qualifikationsspiele nominiert. Im ersten Spiel der Qualifikationsrunde gegen die Nationalmannschaft der Cayman Islands am 26. Oktober 2023 erzielte sie beim 2:0-Sieg das Tor zum 1:0 in der 49. Minute aus fast 40 Meter Entfernung. Im zweiten, gegen die Nationalmannschaft Anguillas, erlebte sie den 5:2-Sieg in Willemstad am 30. Oktober 2023 spielerisch mit.